# Katy (Texas)
Katy é uma cidade localizada no estado norte-americano do Texas, no Condado de Fort Bend, Condado de Harris e Condado de Waller.

## Demografia
Segundo o censo norte-americano de 2000, a sua população era de 11.775 habitantes.
Em 2006, foi estimada uma população de 13.561, um aumento de 1786 (15.2%).

## Geografia
De acordo com o United States Census Bureau tem uma área de 27,6 km², dos quais 27,6 km² cobertos por terra e 0,0 km² cobertos por água. Katy localiza-se a aproximadamente 43 m acima do nível do mar.

## Localidades na vizinhança
O diagrama seguinte representa as localidades num raio de 20 km ao redor de Katy.